# Anambra
Anambra är en delstat i södra Nigeria, på östsidan av floden Niger, norr om Nigerdeltat. Största stad är Onitsha, medan Awka är den administrativa huvudorten. Anambra delades 1991 upp i två delstater, Anambra och Enugu.